# Christian Schwarz-Schilling
Christian Schwarz-Schilling (Innsbruck, 19. studenoga 1930.), njemački političar. Od 1982. do 1992. bio je ministar pošte i komunikacija. Vijeće za implementaciju mira imenovalo ga je 2006. Visokim predstavnikom za BiH. Tu dužnost obnašao je do 2007., a njegov mandat obilježio je pokušaj ustavne reforme, zvan Travanjski paket.
Christian Schwarz-Schilling je od 1982. do 1992. godine bio njemački ministar komunikacija. U prosincu 2005. godine je izabran kao nasljednik Paddya Ashdowna kao visoki predstavnik u Bosni i Hercegovini, čiji je mandat započeo 31. siječnja 2006. godine Schwarz-Schilling je nominiran od strane bosanskohercegovačkog i srpskog predsjednika, a njegovo imenovanje je podržano od sva tri naroda u Bosni.

## Politička karijera
Od 1957. do 1982. godine je vodio tvornicu baterija u Budingenu, u državi Hessen. U međuvremenu je počeo stvarati interes za politiku, pa je se pridružio konzervativnoj Kršćanskoj demokratskoj uniji (CDU) 1960. godine, da bi članom regionalnog parlamenta u Hessenu postao 1966. godine, a godinu kasnije i generalnim tajnikom CDU-a u Hessenu.
Godine 1976. je izabran u Bundestag, njemački savezni parlament, a ministrom pošte i komunikacija je postao kada je lider CDU-a Helmut Kohl došao na mjesto kancelara 1982. godine.
Međutim, Schwarz-Schilling nikada nije postao dio Kohlovog užeg kruga i nije bio posebno zapažen ministar.

## "Posramljen"
Minhenske dnevne novine Sueddeutsche Zeitung su napisale da je njegov "najzapaženiji akt na mjestu ministra bio trenutak kada ga je napustio". Schwarz-Schilling je dao ostavku 1992. godine, jer je bio ljut što je Njemačka pasivno promatrala zvjerstva na prostorima bivše Jugoslavije, odbijajući Kohlovo objašnjenje da ustav poslijeratne Njemačke ne dozvoljava vojno uplitanje.
Tada je rekao kancelaru "da se srami" što pripada takvoj vladi i da je u politiku ušao upravo da bi spriječio da se nacistička zvjerstva "nikada ne ponove".
I dok je prostor Jugoslavije srljao u kaos, Schwarz-Schilling je zasukao rukave i pokušao posredovati između zaraćenih strana - uloga koje je kasnije formalizirana Washingtonskim sporazumom iz 1994., a koju je držao sve do 2004. godine, kada je ukinuta.
Tijekom i poslije rata, Schwarz-Schilling je neumorno putovao Bosnom i Hercegovinom, pokušavajući riješiti sporove a kasnije i nadgledanje povratka 2,2 milijuna izbjeglica, pola bosanskohercegovačkog stanovništva.

## Visoki predstavnik
U veljači 2007. godine Schwarz-Schilling je zaprijetio predsjedniku Republike Srpske Miloradu Dodiku da će iskoristiti bonske ovlasti i suspendirati implementaciju aneksa o posebnim i paralelnim odnosima Republike Srpske i Srbije. Time je Schwarz-Schilling, uz podršku SAD-a izravno kršio ustavno pravo entiteta da uspostave odnose sa susjednim državama, a sve zato što se Dodikova retorika nije poklopila s američkim interesima u Bosni i Hercegovini zbog njegovog pojavljivanja u javnosti s predsjednikom Vlade Srbije Vojislavom Koštunicom, traženja referenduma o neovisnosti Republike Srpske i njegovih stavova o Kosovu i podržavanju ideje trećeg, većinskog hrvatskog, entiteta zbog neravnopravnosti Hrvata u BiH.